# Jean de Sainte-Colombe
Jean de Sainte-Colombe, także Monsieur de Sainte-Colombe (ur. ok. 1640, zm. ok. 1700) – francuski kompozytor, wirtuoz violi da gamba.
Był jednym z najważniejszych violistów swoich czasów. Uczeń Nicolasa Hotmana, nauczyciel Marina Marais'go, Jeana Rousseau i innych mistrzów gry na violi. Nigdy nie zajmował żadnego oficjalnego stanowiska w Wersalu czy na innych dworach.
Jego postać opisał Pascal Quignard w książce Wszystkie poranki świata (Tous les matins du monde). Na podstawie tej powieści został nakręcony film Alaina Corneau pod tym samym tytułem.